# Allianz Polska
Allianz Polska – grupa towarzystw ubezpieczeniowych, inwestycyjnych i emerytalnych z siedzibą w Warszawie, istniejąca od 1997 roku. Grupa należy do Allianz SE, jednego z największych ubezpieczycieli na świecie.

## Historia
Spółki TU Allianz Polska SA i TU Allianz Życie Polska SA otrzymały pozwolenie na działalność w 1997 r., a od 1998 r. rozpoczęły działalność komercyjną. W 1999 r. do spółek ubezpieczeniowych dołączyło Powszechne Towarzystwo Emerytalne Allianz Polska SA zarządzające Otwartym Funduszem Emerytalnym. W połowie 1999 r. po światowej fuzji Allianz i AGF (Assurances Générales de France) również na polskim rynku nastąpiła całkowita integracja obu grup. W 2003 r. powstała kolejna spółka  – Towarzystwo Funduszy Inwestycyjnych Allianz Polska SA. W 2008 r. w skład grupy Allianz Polska wszedł również Allianz Bank Polska SA, który w czerwcu 2011 r. został sprzedany grupie Getin Holding. W 2021 r. grupa Allianz przejęła spółki należące do grupy Aviva w Polsce, zaś w lipcu 2022 r. doszło do połączenia podmiotów z obu grup. Po fuzji Allianz Polska wzmocnił swoją pozycję wśród największych uczestników rynku ubezpieczeń i inwestycji w kraju. 

## Działalność
Allianz Polska świadczy usługi dla ponad 6 milionów klientów indywidualnych i korporacyjnych. Firma zajmuje drugą pozycję w ubezpieczeniach na życie i zdrowie oraz szóstą na rynku ubezpieczeń majątkowych (stan na koniec 2024 r.). Jest wśród największych zarządzających aktywami funduszy inwestycyjnych oraz emerytalnych w Polsce.
Allianz Polska oferuje ubezpieczenia majątkowe dla klientów indywidualnych i firm, indywidualne i grupowe ubezpieczenia na życie, ubezpieczenia zdrowotne, fundusz emerytalny, fundusze inwestycyjne, pracownicze programy emerytalne (PPE) oraz pracownicze plany kapitałowe (PPK). Ze względu na szeroki portfel produktów i dużą skalę biznesu Allianz rozwija obecność we wszystkich liczących się kanałach dystrybucji – agencyjnym, brokerskim, bancassurance, dealerskim, w sprzedaży direct i przez porównywarki.
W skład Grupy Allianz Polska wchodzą następujące spółki:
- Towarzystwo Ubezpieczeń i Reasekuracji Allianz Polska SA
- Towarzystwo Ubezpieczeń Allianz Życie Polska SA
- Towarzystwo Funduszy Inwestycyjnych Allianz Polska SA
- Powszechne Towarzystwo Emerytalne Allianz Polska SA
- Santander Allianz Towarzystwo Ubezpieczeń SA
- Santander Allianz Towarzystwo Ubezpieczeń na Życie SA

W Polsce działają też inne podmioty należące do grupy Allianz SE:
- Allianz Partners (działający pod marką Mondial Assistance), oferujący usługi assistance
- Allianz Trade, zajmujący się ubezpieczeniami transakcji handlowych
- Expander Advisors, zajmująca się usługami pośrednictwa finansowego.

## Współpraca z Górnikiem Zabrze
W latach 2007–2019 Grupa Allianz Polska była strategicznym partnerem Górnika Zabrze SSA, wspierając działalność sportową i społeczną klubu. Była i jest to jedna z najdłuższych współprac tego rodzaju w Ekstraklasie. 